# Avenida San Luis
La avenida San Luis es una de las principales avenidas de la ciudad de Lima, capital del Perú. Se extiende de norte a sur en los distritos de La Victoria, San Luis y San Borja.

## Recorrido
Distrito de La Victoria
La avenida inicia en el cruce con la avenida México, en el distrito de La Victoria. En este tramo, se ubica la Institución Educativa Emblemática Pedro A. Labarthe, y se encuentra cerca el cerro El Pino, caracterizado por sus altos índices de inseguridad. A partir del cruce con la avenida Pablo Patrón, la vía empieza a albergar diversos negocios de taller automotriz, comercio que se mantendrá hasta que finalice su distrito vecino. Al llegar a la intersección con la avenida Nicolás Arriola, se define el límite entre los distritos de La Victoria y San Luis.
Distrito de San Luis
Al llegar al cruce con la avenida Nicolás Arriola, la avenida posee un mejor mantenimiento en cuanto a seguridad, limpieza y áreas verdes. Entre el cruce con las avenidas San Juan y Del Aire, la vía posee diversos negocios como tiendas, restaurantes y consultorios. Asimismo, en este tramo, la vía se vuelve más moderna y residencial, ya que se ubica el Condominio del Aire. 
Posteriormente, entre la intersección con las avenidas Del Aire y Canadá, se encuentra la Villa Deportiva Nacional (VIDENA), propiedad del Instituto Peruano del Deporte. Al llegar a la cruce con la avenida Canadá, se fija el límite entre los distritos de San Luis y San Borja.
Distrito de San Borja
Al pasar la intersección con la avenida Canadá, la vía posee una administración superior en cuanto seguridad, limpieza, fiscalización y áreas verdes. Adicionalmente, se ubica la sede del Instituto Nacional y Capacitación de Telecomunicaciones de la Universidad Nacional de Ingeniería (INICTEL - UNI).
Al pasar el cruce con la avenida Javier Prado Este, se ubica una sede de la Universidad Privada San Juan Bautista. Asimismo, en esta intersección, está proyectada la construcción de la estación San Luis de la línea 4 del Metro de Lima y Callao, que será construida de manera subterránea. Después, cerca al cruce con la avenida De Las Artes Norte, la vía adopta un moderno boulevard. Posteriormente, entre las intersecciones con las avenidas San Borja Norte y San Borja Sur, la vía posee diversos negocios destinados para un público de estrato socioeconómico medio-alto. Además, se ubica el Centro Naval del Perú, el Club La Marina y un supermercado Tottus.
Al pasar el cruce con la avenida Boulevard de Surco, la vía toma un aspecto de carácter "popular", ya que pasa por los asentamientos humanos de El Bosque y Pequeños Agricultores "Todos Los Santos"; sin embargo, se mantiene el orden y la seguridad que brinda el distrito. La vía desemboca en el cruce de las avenidas Angamos Este y Primavera. En este punto, la vía se divide en dos trazos: la avenida Intihuatana, que pasa entre los distritos de Surquillo y Santiago de Surco. Y la avenida Caminos del Inca, que recorre únicamente el distrito de Santiago de Surco hacia el sur.